# أليكسي بيسيمسكي
كان أليكسي فيوفيلاكتوفيتش بيسيمسكي (في التقويم الحديث: 23 مارس 1821-2 فبراير 1881) (في التقويم القديم: 11 مارس 1821-21 يناير 1881) روائيًا وكاتبًا مسرحيًا روسيًا تساوى في قيمته الفنية مع إيفان تورغينيف وفيودور دوستويفسكي في خمسينات القرن التاسع عشر؛ ولكن سمعته تدهورت جدًا بعد خلافه مع مجلة سوفريمينيك في أوائل ستينات القرن التاسع عشر. اعتُبِر بيسيمسكي كاتبًا مسرحيًا واقعيًا، إذ كان مسؤولًا، إلى جانب ألكسندر أوستروفسكي، عن أول تمثيل درامي للناس العاديين في تاريخ المسرح الروسي. قال المؤرخ دي. إس. ميرسكي: «إن موهبة بيسيمسكي السردية العظيمة وقبضته القوية بشكل استثنائي على الواقع تجعله أحد أفضل الروائيين الروس».
كانت رواية بيسيمسكي الأولى بعنوان بويارشينا (1847)، المنشورة في عام 1858، محظورة في الأصل بسبب وصفها السلبي للنبل الروسي، ومن رواياته الرئيسية البسيط (1850)، وألف روح (1858)، والتي تعتبر أفضل أعماله من نوعها، والبحار المضطربة، التي تعطي صورة عن حالة الحماس في المجتمع الروسي في حوالي عام 1862. كتب أيضًا مسرحيات، من ضمنها مسرحية مصير مرير (تُرجمت أيضًا باسم كثيرٌ صعب)، والتي تصور الجانب المظلم للفلاحين الروس. عُرِفت المسرحية بأنها أول مأساة روسية واقعية، وفازت بجائزة أوفاروف للأكاديمية الروسية.

## بداياته

### العمل كمسؤول دولة
التحق بيسيمسكي بمكتب ممتلكات الدولة في كوستروما بعد تخرجه من الجامعة عام 1844، ونُقِل بسرعة إلى نفس القسم في موسكو. تقاعد في عام 1846 وأمضى عامين في موسكو. تزوج من إيكاترينا، ابنة بافيل سفينين، في عام 1848، وعاد إلى مكتب الدولة مرة أخرى في كوستروما كمبعوث خاص للأمير سوفوروف ثم كحاكم لكوستروما. انضم بيسيمسكي إلى وزارة الأراضي الإمبراطورية في سانت بطرسبرغ حيث مكث حتى عام 1859 بعد فترة قضاها كمقيم في الحكومة المحلية (1849-1853). انضم إلى حكومة موسكو كمستشار في عام 1866، وسرعان ما أصبح رئيسًا للمجلس. استقال أخيرًا من الخدمة المدنية (كمستشار للمحكمة) في عام 1872. كان لعمله كمسؤول دولة في المقاطعات تأثيرًا عميقًا عليه وعلى أعماله الرئيسية.
أدلى بوريس ألمازوف لاحقًا بملاحظة مهمة في خطاب تذكاري: «يملك معظم كتابنا الذين يصفون حياة مسؤولي الدولة الروسية والأشخاص من الدوائر الحكومية تجارب عابرة فقط من هذا النوع، فهم خدموا في أكثر الأحيان بشكل رسمي فقط، وبالكاد لاحظوا وجوه رؤسائهم، ناهيك عن وجوه زملائهم. تعامل بيسيمسكي مع العمل لصالح الدولة بشكل مختلف، إذ سخر نفسه لخدمة الدولة الروسية بكل إخلاص، وكان لديه هدفًا واحدًا في ذهنه بغض النظر عن المنصب الذي يشغله؛ وهو محاربة القوى الظلامية التي تحاول حكومتنا وأفضل جزء في مجتمعنا محاربتها»؛ وهذا ما قال المتحدث إنه مكّن المؤلف من فهم أعماق الحياة الروسية، والغوص أيضًا «في صميم الروح الروسية».

وجد كاتب السيرة الذاتية والناقد ألكسندر سكابيتشيفسكي بعض أوجه التشابه في تطوير بيسيمسكي وميخائيل سالتيكوف شيدرين، وهو مؤلف آخر درس البيروقراطية الإقليمية في أوقات «الفساد الكامل، والاختلاس، وعدم وجود قوانين لملاك الأراضي، والفظائع الوحشية، والافتقار التام إلى حالة القوة الحقيقية»؛ وذلك في الأوقات التي كانت فيها «الحياة الريفية عديمة الثقافة غالبًا، وتفتقر حتى إلى الأخلاق الأساسية»، و«كانت حياة الطبقات الذكية ذات طابع فاسق واحد غير منتهي». ذكر كاتب السيرة أن كلا الكاتبين «فقدا كل الحافز ليس فقط لإضفاء الطابع المثالي على الحياة الروسية؛ ولكن أيضًا لإبراز جوانبها الخفيفة والإيجابية». أصيب بيسيمسكي بخيبة أمل من جميع الأفكار التي تلقاها في الجامعة بمجرد تواجده في المقاطعات الروسية؛ وذلك في الوقت الذي امتلك فيه سالتيكوف شيدرين، النصير المخلص لدوائر سانت بطرسبرغ، كل فرصة للتشبع بالمثل العليا التي كانت تشق طريقها إلى المدن الروسية من أوروبا، وجعل هذه المثل هي الأساس لبناء سلبيته الخارجية. أشار سكابيتشيفسكي إلى أنهم مثاليون وليس لهم جذور في الواقع الروسي، فكتب:
صور بيسيمسكي روسيا الإقليمية بعد غوغول على أنها قبيحة تمامًا كما رآها؛ ورأى المقاومة الأكثر صرامة لتلك المثل العليا الجديدة التي يلتقطها في الجامعة في كل مكان من حوله؛ وأدرك مدى تعارض هذه المثل مع الواقع وأصبح متشككًا جدًا تجاه تلك المُثل المشابهة. بدت فكرة تنفيذها في مثل هذه الأماكن له عبثية حينها، فدخل بذلك، بالاعتماد على موقف «الرفض من أجل الرفض»، في أنفاق التشاؤم المطلق دون أي ضوء في نهايتها، مع صور الغضب والقذارة واللاأخلاقية التي تعمل على إقناع القارئ بأنه لن تكون هناك حياة أخرى أفضل هنا على أي حال، وذلك لأن الإنسان الوغد بطبيعته، الذي يعبد احتياجات جسده فقط، مستعد دائمًا لخيانة كل الأشياء المقدسة لمخططاته الأنانية وغرائزه الوضيعة.

### العمل الأدبي
أظهرت أعمال بيسيمسكي الأولى عدم إيمان عميق بالصفات الأسمى للإنسانية وازدراء الجنس الآخر. فكر سكابيتشيفسكي في الأسباب المحتملة لذلك، فأشار إلى تلك السنوات الأولى التي قضاها في كوستروما عندما فقد بيسيمسكي الشاب أي مُثُل نبيلة تعرف عليها أثناء دراسته في العاصمة. كتب بيسيمسكي في سيرته الذاتية، «انتهت حياتي العلمية والجمالية مع نجاحي المسرحي بدور بودكوليسين (في المسرحية المقتبسة من رواية غوغول بعنوان الزواج). ما كان ينتظرني هو الحزن فقط والحاجة إلى العثور على عمل. كان والدي قد مات بالفعل، ووالدتي التي صُدِمت بوفاته أصيبت بالشلل وفقدت قدرتها على الكلام، وكانت إمكانياتي هزيلة. قادني ذلك للعودة إلى البلاد وتسليم نفسي للكآبة والنفاق». كانت رحلاته الرسمية المستمرة في جميع أنحاء محافظة كوستروما من ناحية أخرى هي التي زودته بالمواد التي لا تقدر بثمن، والتي استخدمها في أعماله الأدبية المستقبلية.
كتب بيسيمسكي روايته القصيرة الأولى هل هي المُلامة؟ عندما كان طالبًا جامعيًا، وأعطاها للبروفيسور ستيبان شيفيروف الذي أوصى المؤلف، بسبب معارضته لأفكار «المدرسة الطبيعية»، «بتلطيف كل شيء وجعله لائقًا أكثر». وافق بيسيمسكي على ذلك، ولكنه لم يتسرع في اتباع هذه النصيحة، إذ أرسل للبروفيسور قصة بعنوان نينا بدلًا من الرواية، وهي قصة ساذجة عن فتاة جميلة المظهر جديدة تتحول إلى سيدة مملة. أضاف شيفريوف بعض التعديلات ثم نشر القصة في عدد يوليو 1848 من مجلة إسفاين أوتيشستفا. كانت هذه النسخة مختصرة ومشوهة لدرجة أن المؤلف لم يفكر حتى في إعادة إصدارها. شقت القصة طريقها إلى مجموعة دار نشر وولف 1884 لأعمال بيسيمسكي (المجلد 4). قال سكابيتشيفسكي إن هذا الشكل المقلص من القصة حمل أيضًا كل علامة من علامات الكراهية والتشاؤم التي زرعت بذورها في رواية بويارشينا.
كتب بيسيمسكي أول رواية كاملة بعنوان بويارشيما في عام 1845، وأُرسِلت إلى مجلة أوتيشيستفينّي زابيسكي الروسية في عام 1847، وحُظِرت من قبل الرقابة بزعم أنها «تروج لفكرة حب جورج ساندين الحر». فشلت الرواية في إحداث أي تأثير عندما نُشرت أخيرًا في عام 1858. قال كاتب السير الذاتية إيه. غورنفيلد إن الرواية أظهرت جميع عناصر أسلوب بيسيمسكي المتمثلة بالطبيعية التعبيرية، والحيوية، والعديد من التفاصيل الكوميدية، والافتقار إلى الإيجابية واللغة القوية.